# José Lorenzo Plata Martínez
José Lorenzo Plata Martínez fue el más importante prócer de la independencia de Socorro, nacido en Barichara, municipio del departamento de Santander, el 10 de agosto de 1763, en el hogar del sangileño Francisco Javier Plata González e Ignacia Martínez Gómez, y fallecido en marzo de 1814.

## Cargos públicos
Alumno del colegio de San Bartolomé, Plata fue alcalde ordinario de Socorro en 1810 y en ejercicio de dicho destino, promovió la revolución que declaró la independencia de Socorro y su provincia, territorio que cuatro años después regiría como gobernador. 

## Familia
Pradilla había contraído matrimonio con Rosa Uribe Monsalve, con quien fue padre de Aurelio Plata Estrada, quien llegara a ser influyente vecino de La Mesa.